# Critèrium del Dauphiné 2023
El Critèrium del Dauphiné 2023, 75a edició del Critèrium del Dauphiné, es disputà entre el 4 i l'11 de juny de 2023 sobre un recorregut de 1.207,2 km repartits en vuit etapes, amb inici a Chambon-sur-Lac i final a Grenoble. La cursa formava part de l'UCI World Tour 2023.
El vencedor final fou el danès Jonas Vingegaard (Team Jumbo-Visma), que s'imposà clarament a Adam Yates (UAE Team Emirates) i Ben O'Connor (AG2R Citroën Team) segon i tercer classificats respectivament. En les classificacions secundàries Christophe Laporte (Team Jumbo-Visma) guanyà la classificació per punts, Giulio Ciccone (Trek-Segafredo) la de la muntanya, Carlos Rodríguez (Ineos Grenadiers) la dels joves i l'Ineos Grenadiers fou el millor equip.

## Equips participants
En tant que prova World Tour hi prenen part els 18 equips World Tour i tres equips UCI ProTeams són convidats pels organitzadors, l'Amaury Sport Organisation:
| WorldTeams (18)- AG2R Citroën Team - Alpecin-Deceuninck - Astana Qazaqstan Team - Bora-Hansgrohe - EF Education-EasyPost - Groupama-FDJ - Ineos Grenadiers - Intermarché-Circus-Wanty - Jumbo-Visma - Movistar Team - Soudal Quick-Step - Arkéa-Samsic - Bahrain Victorious - Cofidis - Team DSM - Team Jayco AlUla - Trek-Segafredo - UAE Team Emirates ProTeams (3)- Lotto Dstny - TotalEnergies - Uno-X Pro Cycling Team |
| |

## Etapes
| Etapa    | Data       | Ciutats d'etapa                           | type                      | Distància (km) | Desnivell (m) | Vencedor de l'etapa | Líder de la general |
| -------- | ---------- | ----------------------------------------- | ------------------------- | -------------- | ------------- | ------------------- | ------------------- |
| 1a etapa | 4 de juny  | Chambon-sur-Lac – Chambon-sur-Lac         | etapa accidentada         | 157,7          | 2.753 m       | Christophe Laporte  | Christophe Laporte  |
| 2a etapa | 5 de juny  | Brassac-les-Mines – La Chas-Dieu          | etapa accidentada         | 167,3          | 2.865 m       | Julian Alaphilippe  | Christophe Laporte  |
| 3a etapa | 6 de juny  | Monistròu de Lèir – Le Coteau             | etapa plana               | 191,3          | 2.089 m       | Christophe Laporte  | Christophe Laporte  |
| 4a etapa | 7 de juny  | Cours – Belmont-de-la-Loire               | contrarellotge individual | 31,1           | 408 m         | Mikkel Bjerg        | Mikkel Bjerg        |
| 5a etapa | 8 de juny  | Cormoranche-sur-Saône – Salins-les-Bains  | etapa accidentada         | 191,1          | 2.018 m       | Jonas Vingegaard    | Jonas Vingegaard    |
| 6a etapa | 9 de juny  | Nantua – Crest-Voland                     | etapa de mitja muntanya   | 168,2          | 3.406 m       | Georg Zimmermann    | Jonas Vingegaard    |
| 7a etapa | 10 de juny | Porte-de-Savoie – coll de la Croix de Fer | etapa de muntanya         | 147,7          | 4.015 m       | Jonas Vingegaard    | Jonas Vingegaard    |
| 8a etapa | 11 de juny | Pont-de-Claix – Bastille                  | etapa de muntanya         | 152,8          | 4.160 m       | Giulio Ciccone      | Jonas Vingegaard    |

### 1a etapa
| \| Classificació de l'etapa \| Classificació de l'etapa \| Classificació de l'etapa \| Classificació de l'etapa \| Classificació de l'etapa \| \| Corredor \| Corredor \| Equip \| Temps \| \| \| ------------------------ \| ------------------------ \| ------------------------ \| ------------------------ \| ------------------------ \| \| 1r \| Christophe Laporte \| Jumbo-Visma \| 3h 43' 30" \| \| \| 2n \| Matteo Trentin \| UAE Team Emirates \| + 0" \| \| \| 3r \| Rune Herregodts \| Intermarché-Circus-Wanty \| + 0" \| \| \| 4t \| Axel Zingle \| Cofidis \| + 0" \| \| \| 5è \| Maxim Van Gils \| Lotto Dstny \| + 0" \| \| \| 6è \| Danny van Poppel \| Bora-Hansgrohe \| + 0" \| \| \| 7è \| Andrea Bagioli \| Soudal Quick-Step \| + 0" \| \| \| 8è \| Fred Wright \| Bahrain Victorious \| + 0" \| \| \| 9è \| Robert Stannard \| Alpecin-Deceuninck \| + 0" \| \| \| 10è \| Marco Brenner \| Team DSM \| + 0" \| \| |                    |                          |            |
| |                    |                          |            |
| Font: ProCyclingStats |                    |                          |            |
| Classificació de l'etapa |                    |                          |            |
| Corredor | Corredor           | Equip                    | Temps      |
| 1r | Christophe Laporte | Jumbo-Visma              | 3h 43' 30" |
| 2n | Matteo Trentin     | UAE Team Emirates        | + 0"       |
| 3r | Rune Herregodts    | Intermarché-Circus-Wanty | + 0"       |
| 4t | Axel Zingle        | Cofidis                  | + 0"       |
| 5è | Maxim Van Gils     | Lotto Dstny              | + 0"       |
| 6è | Danny van Poppel   | Bora-Hansgrohe           | + 0"       |
| 7è | Andrea Bagioli     | Soudal Quick-Step        | + 0"       |
| 8è | Fred Wright        | Bahrain Victorious       | + 0"       |
| 9è | Robert Stannard    | Alpecin-Deceuninck       | + 0"       |
| 10è | Marco Brenner      | Team DSM                 | + 0"       |

| \| Classificació general \| Classificació general \| Classificació general \| Classificació general \| Classificació general \| \| Corredor \| Corredor \| Equip \| Temps \| \| \| --------------------- \| --------------------- \| ------------------------ \| --------------------- \| --------------------- \| \| 1r \| Christophe Laporte \| Jumbo-Visma \| 3h 43' 20" \| \| \| 2n \| Matteo Trentin \| UAE Team Emirates \| + 4" \| \| \| 3r \| Rune Herregodts \| Intermarché-Circus-Wanty \| + 6" \| \| \| 4t \| Axel Zingle \| Cofidis \| + 10" \| \| \| 5è \| Maxim Van Gils \| Lotto Dstny \| + 10" \| \| \| 6è \| Danny van Poppel \| Bora-Hansgrohe \| + 10" \| \| \| 7è \| Andrea Bagioli \| Soudal Quick-Step \| + 10" \| \| \| 8è \| Fred Wright \| Bahrain Victorious \| + 10" \| \| \| 9è \| Robert Stannard \| Alpecin-Deceuninck \| + 10" \| \| \| 10è \| Marco Brenner \| Team DSM \| + 10" \| \| |                    |                          |            |
| |                    |                          |            |
| Font: ProCyclingStats |                    |                          |            |
| Classificació general |                    |                          |            |
| Corredor | Corredor           | Equip                    | Temps      |
| 1r | Christophe Laporte | Jumbo-Visma              | 3h 43' 20" |
| 2n | Matteo Trentin     | UAE Team Emirates        | + 4"       |
| 3r | Rune Herregodts    | Intermarché-Circus-Wanty | + 6"       |
| 4t | Axel Zingle        | Cofidis                  | + 10"      |
| 5è | Maxim Van Gils     | Lotto Dstny              | + 10"      |
| 6è | Danny van Poppel   | Bora-Hansgrohe           | + 10"      |
| 7è | Andrea Bagioli     | Soudal Quick-Step        | + 10"      |
| 8è | Fred Wright        | Bahrain Victorious       | + 10"      |
| 9è | Robert Stannard    | Alpecin-Deceuninck       | + 10"      |
| 10è | Marco Brenner      | Team DSM                 | + 10"      |

### 2a etapa
| \| Classificació de l'etapa \| Classificació de l'etapa \| Classificació de l'etapa \| Classificació de l'etapa \| Classificació de l'etapa \| \| Corredor \| Corredor \| Equip \| Temps \| \| \| ------------------------ \| -------------------------- \| ------------------------ \| ------------------------ \| ------------------------ \| \| 1r \| Julian Alaphilippe \| Soudal Quick-Step \| 3h 54' 53" \| \| \| 2n \| Richard Carapaz Montenegro \| EF Education-EasyPost \| + 0" \| \| \| 3r \| Natnael Tesfatsion \| Trek-Segafredo \| + 0" \| \| \| 4t \| Christophe Laporte \| Jumbo-Visma \| + 0" \| \| \| 5è \| Maxim Van Gils \| Lotto Dstny \| + 0" \| \| \| 6è \| Robert Stannard \| Alpecin-Deceuninck \| + 0" \| \| \| 7è \| Fred Wright \| Bahrain Victorious \| + 0" \| \| \| 8è \| Oscar Onley \| Team DSM \| + 0" \| \| \| 9è \| Marco Brenner \| Team DSM \| + 0" \| \| \| 10è \| Clément Champoussin \| Arkéa-Samsic \| + 0" \| \| |                            |                       |            |
| |                            |                       |            |
| Font: ProCyclingStats |                            |                       |            |
| Classificació de l'etapa |                            |                       |            |
| Corredor | Corredor                   | Equip                 | Temps      |
| 1r | Julian Alaphilippe         | Soudal Quick-Step     | 3h 54' 53" |
| 2n | Richard Carapaz Montenegro | EF Education-EasyPost | + 0"       |
| 3r | Natnael Tesfatsion         | Trek-Segafredo        | + 0"       |
| 4t | Christophe Laporte         | Jumbo-Visma           | + 0"       |
| 5è | Maxim Van Gils             | Lotto Dstny           | + 0"       |
| 6è | Robert Stannard            | Alpecin-Deceuninck    | + 0"       |
| 7è | Fred Wright                | Bahrain Victorious    | + 0"       |
| 8è | Oscar Onley                | Team DSM              | + 0"       |
| 9è | Marco Brenner              | Team DSM              | + 0"       |
| 10è | Clément Champoussin        | Arkéa-Samsic          | + 0"       |

| \| Classificació general \| Classificació general \| Classificació general \| Classificació general \| Classificació general \| \| Corredor \| Corredor \| Equip \| Temps \| \| \| --------------------- \| -------------------------- \| ------------------------ \| --------------------- \| --------------------- \| \| 1r \| Christophe Laporte \| Jumbo-Visma \| 7h 38' 13" \| \| \| 2n \| Julian Alaphilippe \| Soudal Quick-Step \| + 0" \| \| \| 3r \| Richard Carapaz Montenegro \| EF Education-EasyPost \| + 4" \| \| \| 4t \| Rune Herregodts \| Intermarché-Circus-Wanty \| + 6" \| \| \| 5è \| Maxim Van Gils \| Lotto Dstny \| + 10" \| \| \| 6è \| Robert Stannard \| Alpecin-Deceuninck \| + 10" \| \| \| 7è \| Fred Wright \| Bahrain Victorious \| + 10" \| \| \| 8è \| Marco Brenner \| Team DSM \| + 10" \| \| \| 9è \| Clément Champoussin \| Arkéa-Samsic \| + 10" \| \| \| 10è \| Edvald Boasson Hagen \| TotalEnergies \| + 10" \| \| |                            |                          |            |
| |                            |                          |            |
| Font: ProCyclingStats |                            |                          |            |
| Classificació general |                            |                          |            |
| Corredor | Corredor                   | Equip                    | Temps      |
| 1r | Christophe Laporte         | Jumbo-Visma              | 7h 38' 13" |
| 2n | Julian Alaphilippe         | Soudal Quick-Step        | + 0"       |
| 3r | Richard Carapaz Montenegro | EF Education-EasyPost    | + 4"       |
| 4t | Rune Herregodts            | Intermarché-Circus-Wanty | + 6"       |
| 5è | Maxim Van Gils             | Lotto Dstny              | + 10"      |
| 6è | Robert Stannard            | Alpecin-Deceuninck       | + 10"      |
| 7è | Fred Wright                | Bahrain Victorious       | + 10"      |
| 8è | Marco Brenner              | Team DSM                 | + 10"      |
| 9è | Clément Champoussin        | Arkéa-Samsic             | + 10"      |
| 10è | Edvald Boasson Hagen       | TotalEnergies            | + 10"      |

### 3a etapa
| \| Classificació de l'etapa \| Classificació de l'etapa \| Classificació de l'etapa \| Classificació de l'etapa \| Classificació de l'etapa \| \| Corredor \| Corredor \| Equip \| Temps \| \| \| ------------------------ \| ------------------------ \| ------------------------ \| ------------------------ \| ------------------------ \| \| 1r \| Christophe Laporte \| Jumbo-Visma \| 4h 43' 28" \| \| \| 2n \| Matteo Trentin \| UAE Team Emirates \| + 0" \| \| \| 3r \| Milan Menten \| Lotto Dstny \| + 0" \| \| \| 4t \| Hugo Hofstetter \| Arkéa-Samsic \| + 0" \| \| \| 5è \| Matevž Govekar \| Bahrain Victorious \| + 0" \| \| \| 6è \| Tobias Bayer \| Alpecin-Deceuninck \| + 0" \| \| \| 7è \| Axel Zingle \| Cofidis \| + 0" \| \| \| 8è \| Madis Mihkels \| Intermarché-Circus-Wanty \| + 0" \| \| \| 9è \| Martin Bugge Urianstad \| Uno-X Pro Cycling Team \| + 0" \| \| \| 10è \| Danny van Poppel \| Bora-Hansgrohe \| + 0" \| \| |                        |                          |            |
| |                        |                          |            |
| Font: ProCyclingStats |                        |                          |            |
| Classificació de l'etapa |                        |                          |            |
| Corredor | Corredor               | Equip                    | Temps      |
| 1r | Christophe Laporte     | Jumbo-Visma              | 4h 43' 28" |
| 2n | Matteo Trentin         | UAE Team Emirates        | + 0"       |
| 3r | Milan Menten           | Lotto Dstny              | + 0"       |
| 4t | Hugo Hofstetter        | Arkéa-Samsic             | + 0"       |
| 5è | Matevž Govekar         | Bahrain Victorious       | + 0"       |
| 6è | Tobias Bayer           | Alpecin-Deceuninck       | + 0"       |
| 7è | Axel Zingle            | Cofidis                  | + 0"       |
| 8è | Madis Mihkels          | Intermarché-Circus-Wanty | + 0"       |
| 9è | Martin Bugge Urianstad | Uno-X Pro Cycling Team   | + 0"       |
| 10è | Danny van Poppel       | Bora-Hansgrohe           | + 0"       |

| \| Classificació general \| Classificació general \| Classificació general \| Classificació general \| Classificació general \| \| Corredor \| Corredor \| Equip \| Temps \| \| \| --------------------- \| -------------------------- \| ------------------------ \| --------------------- \| --------------------- \| \| 1r \| Christophe Laporte \| Jumbo-Visma \| 12h 21' 28" \| \| \| 2n \| Julian Alaphilippe \| Soudal Quick-Step \| + 11" \| \| \| 3r \| Richard Carapaz Montenegro \| EF Education-EasyPost \| + 17" \| \| \| 4t \| Rune Herregodts \| Intermarché-Circus-Wanty \| + 19" \| \| \| 5è \| Maxim Van Gils \| Lotto Dstny \| + 23" \| \| \| 6è \| Fred Wright \| Bahrain Victorious \| + 23" \| \| \| 7è \| Marco Brenner \| Team DSM \| + 23" \| \| \| 8è \| Edvald Boasson Hagen \| TotalEnergies \| + 23" \| \| \| 9è \| Tobias Halland Johannessen \| Uno-X Pro Cycling Team \| + 23" \| \| \| 10è \| Axel Zingle \| Cofidis \| + 23" \| \| |                            |                          |             |
| |                            |                          |             |
| Font: ProCyclingStats |                            |                          |             |
| Classificació general |                            |                          |             |
| Corredor | Corredor                   | Equip                    | Temps       |
| 1r | Christophe Laporte         | Jumbo-Visma              | 12h 21' 28" |
| 2n | Julian Alaphilippe         | Soudal Quick-Step        | + 11"       |
| 3r | Richard Carapaz Montenegro | EF Education-EasyPost    | + 17"       |
| 4t | Rune Herregodts            | Intermarché-Circus-Wanty | + 19"       |
| 5è | Maxim Van Gils             | Lotto Dstny              | + 23"       |
| 6è | Fred Wright                | Bahrain Victorious       | + 23"       |
| 7è | Marco Brenner              | Team DSM                 | + 23"       |
| 8è | Edvald Boasson Hagen       | TotalEnergies            | + 23"       |
| 9è | Tobias Halland Johannessen | Uno-X Pro Cycling Team   | + 23"       |
| 10è | Axel Zingle                | Cofidis                  | + 23"       |

### 4a etapa
| \| Classificació de l'etapa \| Classificació de l'etapa \| Classificació de l'etapa \| Classificació de l'etapa \| Classificació de l'etapa \| \| Corredor \| Corredor \| Equip \| Temps \| \| \| ------------------------ \| ---------------------------- \| ------------------------ \| ------------------------ \| ------------------------ \| \| 1r \| Mikkel Bjerg \| UAE Team Emirates \| 37' 28" \| \| \| 2n \| Jonas Vingegaard \| Jumbo-Visma \| + 12" \| \| \| 3r \| Rémi Cavagna \| Soudal Quick-Step \| + 27" \| \| \| 4t \| Fred Wright \| Bahrain Victorious \| + 34" \| \| \| 5è \| Ben O'Connor \| AG2R Citroën Team \| + 41" \| \| \| 6è \| Felix Großschartner \| UAE Team Emirates \| + 44" \| \| \| 7è \| Rune Herregodts \| Intermarché-Circus-Wanty \| + 54" \| \| \| 8è \| Adam Yates \| UAE Team Emirates \| + 57" \| \| \| 9è \| Nélson Oliveira \| Movistar Team \| + 1' 02" \| \| \| 10è \| Jonathan Castroviejo Nicolás \| Ineos Grenadiers \| + 1' 05" \| \| |                              |                          |          |
| |                              |                          |          |
| Font: ProCyclingStats |                              |                          |          |
| Classificació de l'etapa |                              |                          |          |
| Corredor | Corredor                     | Equip                    | Temps    |
| 1r | Mikkel Bjerg                 | UAE Team Emirates        | 37' 28"  |
| 2n | Jonas Vingegaard             | Jumbo-Visma              | + 12"    |
| 3r | Rémi Cavagna                 | Soudal Quick-Step        | + 27"    |
| 4t | Fred Wright                  | Bahrain Victorious       | + 34"    |
| 5è | Ben O'Connor                 | AG2R Citroën Team        | + 41"    |
| 6è | Felix Großschartner          | UAE Team Emirates        | + 44"    |
| 7è | Rune Herregodts              | Intermarché-Circus-Wanty | + 54"    |
| 8è | Adam Yates                   | UAE Team Emirates        | + 57"    |
| 9è | Nélson Oliveira              | Movistar Team            | + 1' 02" |
| 10è | Jonathan Castroviejo Nicolás | Ineos Grenadiers         | + 1' 05" |

| \| Classificació general \| Classificació general \| Classificació general \| Classificació general \| Classificació general \| \| Corredor \| Corredor \| Equip \| Temps \| \| \| --------------------- \| ---------------------- \| ------------------------ \| --------------------- \| --------------------- \| \| 1r \| Mikkel Bjerg \| UAE Team Emirates \| 12h 59' 19" \| \| \| 2n \| Jonas Vingegaard \| Jumbo-Visma \| + 12" \| \| \| 3r \| Fred Wright \| Bahrain Victorious \| + 34" \| \| \| 4t \| Ben O'Connor \| AG2R Citroën Team \| + 41" \| \| \| 5è \| Felix Großschartner \| UAE Team Emirates \| + 44" \| \| \| 6è \| Rune Herregodts \| Intermarché-Circus-Wanty \| + 50" \| \| \| 7è \| Adam Yates \| UAE Team Emirates \| + 57" \| \| \| 8è \| Julian Alaphilippe \| Soudal Quick-Step \| + 1' 00" \| \| \| 9è \| Daniel Martínez Poveda \| Ineos Grenadiers \| + 1' 07" \| \| \| 10è \| Jai Hindley \| Bora-Hansgrohe \| + 1' 08" \| \| |                        |                          |             |
| |                        |                          |             |
| Font: ProCyclingStats |                        |                          |             |
| Classificació general |                        |                          |             |
| Corredor | Corredor               | Equip                    | Temps       |
| 1r | Mikkel Bjerg           | UAE Team Emirates        | 12h 59' 19" |
| 2n | Jonas Vingegaard       | Jumbo-Visma              | + 12"       |
| 3r | Fred Wright            | Bahrain Victorious       | + 34"       |
| 4t | Ben O'Connor           | AG2R Citroën Team        | + 41"       |
| 5è | Felix Großschartner    | UAE Team Emirates        | + 44"       |
| 6è | Rune Herregodts        | Intermarché-Circus-Wanty | + 50"       |
| 7è | Adam Yates             | UAE Team Emirates        | + 57"       |
| 8è | Julian Alaphilippe     | Soudal Quick-Step        | + 1' 00"    |
| 9è | Daniel Martínez Poveda | Ineos Grenadiers         | + 1' 07"    |
| 10è | Jai Hindley            | Bora-Hansgrohe           | + 1' 08"    |

### 5a etapa
| \| Classificació de l'etapa \| Classificació de l'etapa \| Classificació de l'etapa \| Classificació de l'etapa \| Classificació de l'etapa \| \| Corredor \| Corredor \| Equip \| Temps \| \| \| ------------------------ \| -------------------------- \| ------------------------ \| ------------------------ \| ------------------------ \| \| 1r \| Jonas Vingegaard \| Jumbo-Visma \| 4h 03' 42" \| \| \| 2n \| Julian Alaphilippe \| Soudal Quick-Step \| + 31" \| \| \| 3r \| Tobias Halland Johannessen \| Uno-X Pro Cycling Team \| + 31" \| \| \| 4t \| Clément Champoussin \| Arkéa-Samsic \| + 31" \| \| \| 5è \| Max Poole \| Team DSM \| + 31" \| \| \| 6è \| Jai Hindley \| Bora-Hansgrohe \| + 31" \| \| \| 7è \| Enric Mas Nicolau \| Movistar Team \| + 31" \| \| \| 8è \| Adam Yates \| UAE Team Emirates \| + 31" \| \| \| 9è \| Lenny Martinez \| Groupama-FDJ \| + 31" \| \| \| 10è \| Esteban Chaves Rubio \| EF Education-EasyPost \| + 31" \| \| |                            |                        |            |
| |                            |                        |            |
| Font: ProCyclingStats |                            |                        |            |
| Classificació de l'etapa |                            |                        |            |
| Corredor | Corredor                   | Equip                  | Temps      |
| 1r | Jonas Vingegaard           | Jumbo-Visma            | 4h 03' 42" |
| 2n | Julian Alaphilippe         | Soudal Quick-Step      | + 31"      |
| 3r | Tobias Halland Johannessen | Uno-X Pro Cycling Team | + 31"      |
| 4t | Clément Champoussin        | Arkéa-Samsic           | + 31"      |
| 5è | Max Poole                  | Team DSM               | + 31"      |
| 6è | Jai Hindley                | Bora-Hansgrohe         | + 31"      |
| 7è | Enric Mas Nicolau          | Movistar Team          | + 31"      |
| 8è | Adam Yates                 | UAE Team Emirates      | + 31"      |
| 9è | Lenny Martinez             | Groupama-FDJ           | + 31"      |
| 10è | Esteban Chaves Rubio       | EF Education-EasyPost  | + 31"      |

| \| Classificació general \| Classificació general \| Classificació general \| Classificació general \| Classificació general \| \| Corredor \| Corredor \| Equip \| Temps \| \| \| --------------------- \| ---------------------- \| --------------------- \| --------------------- \| --------------------- \| \| 1r \| Jonas Vingegaard \| Jumbo-Visma \| 17h 03' 03" \| \| \| 2n \| Julian Alaphilippe \| Soudal Quick-Step \| + 1' 23" \| \| \| 3r \| Ben O'Connor \| AG2R Citroën Team \| + 1' 24" \| \| \| 4t \| Adam Yates \| UAE Team Emirates \| + 1' 26" \| \| \| 5è \| Felix Großschartner \| UAE Team Emirates \| + 1' 27" \| \| \| 6è \| Jai Hindley \| Bora-Hansgrohe \| + 1' 37" \| \| \| 7è \| Jack Haig \| Bahrain Victorious \| + 1' 44" \| \| \| 8è \| Daniel Martínez Poveda \| Ineos Grenadiers \| + 2' 07" \| \| \| 9è \| Mikkel Bjerg \| UAE Team Emirates \| + 2' 21" \| \| \| 10è \| Guillaume Martin \| Cofidis \| + 2' 54" \| \| |                        |                    |             |
| |                        |                    |             |
| Font: ProCyclingStats |                        |                    |             |
| Classificació general |                        |                    |             |
| Corredor | Corredor               | Equip              | Temps       |
| 1r | Jonas Vingegaard       | Jumbo-Visma        | 17h 03' 03" |
| 2n | Julian Alaphilippe     | Soudal Quick-Step  | + 1' 23"    |
| 3r | Ben O'Connor           | AG2R Citroën Team  | + 1' 24"    |
| 4t | Adam Yates             | UAE Team Emirates  | + 1' 26"    |
| 5è | Felix Großschartner    | UAE Team Emirates  | + 1' 27"    |
| 6è | Jai Hindley            | Bora-Hansgrohe     | + 1' 37"    |
| 7è | Jack Haig              | Bahrain Victorious | + 1' 44"    |
| 8è | Daniel Martínez Poveda | Ineos Grenadiers   | + 2' 07"    |
| 9è | Mikkel Bjerg           | UAE Team Emirates  | + 2' 21"    |
| 10è | Guillaume Martin       | Cofidis            | + 2' 54"    |

### 6a etapa
| \| Classificació de l'etapa \| Classificació de l'etapa \| Classificació de l'etapa \| Classificació de l'etapa \| Classificació de l'etapa \| \| Corredor \| Corredor \| Equip \| Temps \| \| \| ------------------------ \| ---------------------------- \| ------------------------ \| ------------------------ \| ------------------------ \| \| 1r \| Georg Zimmermann \| Intermarché-Circus-Wanty \| 4h 02' 50" \| \| \| 2n \| Mathieu Burgaudeau \| TotalEnergies \| + 1" \| \| \| 3r \| Jonathan Castroviejo Nicolás \| Ineos Grenadiers \| + 8" \| \| \| 4t \| Giulio Ciccone \| Trek-Segafredo \| + 48" \| \| \| 5è \| Ben O'Connor \| AG2R Citroën Team \| + 48" \| \| \| 6è \| Adam Yates \| UAE Team Emirates \| + 48" \| \| \| 7è \| Jack Haig \| Bahrain Victorious \| + 48" \| \| \| 8è \| Jai Hindley \| Bora-Hansgrohe \| + 48" \| \| \| 9è \| Julian Alaphilippe \| Soudal Quick-Step \| + 48" \| \| \| 10è \| Enric Mas Nicolau \| Movistar Team \| + 48" \| \| |                              |                          |            |
| |                              |                          |            |
| Font: ProCyclingStats |                              |                          |            |
| Classificació de l'etapa |                              |                          |            |
| Corredor | Corredor                     | Equip                    | Temps      |
| 1r | Georg Zimmermann             | Intermarché-Circus-Wanty | 4h 02' 50" |
| 2n | Mathieu Burgaudeau           | TotalEnergies            | + 1"       |
| 3r | Jonathan Castroviejo Nicolás | Ineos Grenadiers         | + 8"       |
| 4t | Giulio Ciccone               | Trek-Segafredo           | + 48"      |
| 5è | Ben O'Connor                 | AG2R Citroën Team        | + 48"      |
| 6è | Adam Yates                   | UAE Team Emirates        | + 48"      |
| 7è | Jack Haig                    | Bahrain Victorious       | + 48"      |
| 8è | Jai Hindley                  | Bora-Hansgrohe           | + 48"      |
| 9è | Julian Alaphilippe           | Soudal Quick-Step        | + 48"      |
| 10è | Enric Mas Nicolau            | Movistar Team            | + 48"      |

| \| Classificació general \| Classificació general \| Classificació general \| Classificació general \| Classificació general \| \| Corredor \| Corredor \| Equip \| Temps \| \| \| --------------------- \| -------------------------- \| ---------------------- \| --------------------- \| --------------------- \| \| 1r \| Jonas Vingegaard \| Jumbo-Visma \| 21h 06' 41" \| \| \| 2n \| Ben O'Connor \| AG2R Citroën Team \| + 1' 10" \| \| \| 3r \| Julian Alaphilippe \| Soudal Quick-Step \| + 1' 23" \| \| \| 4t \| Adam Yates \| UAE Team Emirates \| + 1' 26" \| \| \| 5è \| Jai Hindley \| Bora-Hansgrohe \| + 1' 37" \| \| \| 6è \| Jack Haig \| Bahrain Victorious \| + 1' 44" \| \| \| 7è \| Daniel Martínez Poveda \| Ineos Grenadiers \| + 2' 07" \| \| \| 8è \| Guillaume Martin \| Cofidis \| + 2' 54" \| \| \| 9è \| Mikkel Bjerg \| UAE Team Emirates \| + 2' 55" \| \| \| 10è \| Tobias Halland Johannessen \| Uno-X Pro Cycling Team \| + 2' 57" \| \| |                            |                        |             |
| |                            |                        |             |
| Font: ProCyclingStats |                            |                        |             |
| Classificació general |                            |                        |             |
| Corredor | Corredor                   | Equip                  | Temps       |
| 1r | Jonas Vingegaard           | Jumbo-Visma            | 21h 06' 41" |
| 2n | Ben O'Connor               | AG2R Citroën Team      | + 1' 10"    |
| 3r | Julian Alaphilippe         | Soudal Quick-Step      | + 1' 23"    |
| 4t | Adam Yates                 | UAE Team Emirates      | + 1' 26"    |
| 5è | Jai Hindley                | Bora-Hansgrohe         | + 1' 37"    |
| 6è | Jack Haig                  | Bahrain Victorious     | + 1' 44"    |
| 7è | Daniel Martínez Poveda     | Ineos Grenadiers       | + 2' 07"    |
| 8è | Guillaume Martin           | Cofidis                | + 2' 54"    |
| 9è | Mikkel Bjerg               | UAE Team Emirates      | + 2' 55"    |
| 10è | Tobias Halland Johannessen | Uno-X Pro Cycling Team | + 2' 57"    |

### 7a etapa
| \| Classificació de l'etapa \| Classificació de l'etapa \| Classificació de l'etapa \| Classificació de l'etapa \| Classificació de l'etapa \| \| Corredor \| Corredor \| Equip \| Temps \| \| \| ------------------------ \| ------------------------ \| ------------------------ \| ------------------------ \| ------------------------ \| \| 1r \| Jonas Vingegaard \| Jumbo-Visma \| 4h 15' 47" \| \| \| 2n \| Adam Yates \| UAE Team Emirates \| + 41" \| \| \| 3r \| Jai Hindley \| Bora-Hansgrohe \| + 53" \| \| \| 4t \| Ben O'Connor \| AG2R Citroën Team \| + 1' 04" \| \| \| 5è \| Max Poole \| Team DSM \| + 1' 10" \| \| \| 6è \| Jack Haig \| Bahrain Victorious \| + 1' 10" \| \| \| 7è \| Guillaume Martin \| Cofidis \| + 1' 10" \| \| \| 8è \| Torstein Træen \| Uno-X Pro Cycling Team \| + 1' 10" \| \| \| 9è \| Daniel Martínez Poveda \| Ineos Grenadiers \| + 1' 10" \| \| \| 10è \| Louis Meintjes \| Intermarché-Circus-Wanty \| + 1' 10" \| \| |                        |                          |            |
| |                        |                          |            |
| Font: ProCyclingStats |                        |                          |            |
| Classificació de l'etapa |                        |                          |            |
| Corredor | Corredor               | Equip                    | Temps      |
| 1r | Jonas Vingegaard       | Jumbo-Visma              | 4h 15' 47" |
| 2n | Adam Yates             | UAE Team Emirates        | + 41"      |
| 3r | Jai Hindley            | Bora-Hansgrohe           | + 53"      |
| 4t | Ben O'Connor           | AG2R Citroën Team        | + 1' 04"   |
| 5è | Max Poole              | Team DSM                 | + 1' 10"   |
| 6è | Jack Haig              | Bahrain Victorious       | + 1' 10"   |
| 7è | Guillaume Martin       | Cofidis                  | + 1' 10"   |
| 8è | Torstein Træen         | Uno-X Pro Cycling Team   | + 1' 10"   |
| 9è | Daniel Martínez Poveda | Ineos Grenadiers         | + 1' 10"   |
| 10è | Louis Meintjes         | Intermarché-Circus-Wanty | + 1' 10"   |

| \| Classificació general \| Classificació general \| Classificació general \| Classificació general \| Classificació general \| \| Corredor \| Corredor \| Equip \| Temps \| \| \| --------------------- \| ---------------------- \| ------------------------ \| --------------------- \| --------------------- \| \| 1r \| Jonas Vingegaard \| Jumbo-Visma \| 25h 22' 18" \| \| \| 2n \| Adam Yates \| UAE Team Emirates \| + 2' 11" \| \| \| 3r \| Ben O'Connor \| AG2R Citroën Team \| + 2' 24" \| \| \| 4t \| Jai Hindley \| Bora-Hansgrohe \| + 2' 36" \| \| \| 5è \| Jack Haig \| Bahrain Victorious \| + 3' 04" \| \| \| 6è \| Daniel Martínez Poveda \| Ineos Grenadiers \| + 3' 27" \| \| \| 7è \| Julian Alaphilippe \| Soudal Quick-Step \| + 3' 48" \| \| \| 8è \| Guillaume Martin \| Cofidis \| + 4' 14" \| \| \| 9è \| Louis Meintjes \| Intermarché-Circus-Wanty \| + 4' 19" \| \| \| 10è \| Torstein Træen \| Uno-X Pro Cycling Team \| + 4' 21" \| \| |                        |                          |             |
| |                        |                          |             |
| Font: ProCyclingStats |                        |                          |             |
| Classificació general |                        |                          |             |
| Corredor | Corredor               | Equip                    | Temps       |
| 1r | Jonas Vingegaard       | Jumbo-Visma              | 25h 22' 18" |
| 2n | Adam Yates             | UAE Team Emirates        | + 2' 11"    |
| 3r | Ben O'Connor           | AG2R Citroën Team        | + 2' 24"    |
| 4t | Jai Hindley            | Bora-Hansgrohe           | + 2' 36"    |
| 5è | Jack Haig              | Bahrain Victorious       | + 3' 04"    |
| 6è | Daniel Martínez Poveda | Ineos Grenadiers         | + 3' 27"    |
| 7è | Julian Alaphilippe     | Soudal Quick-Step        | + 3' 48"    |
| 8è | Guillaume Martin       | Cofidis                  | + 4' 14"    |
| 9è | Louis Meintjes         | Intermarché-Circus-Wanty | + 4' 19"    |
| 10è | Torstein Træen         | Uno-X Pro Cycling Team   | + 4' 21"    |

### 8a etapa
| \| Classificació de l'etapa \| Classificació de l'etapa \| Classificació de l'etapa \| Classificació de l'etapa \| Classificació de l'etapa \| \| Corredor \| Corredor \| Equip \| Temps \| \| \| ------------------------ \| ------------------------ \| ------------------------ \| ------------------------ \| ------------------------ \| \| 1r \| Giulio Ciccone \| Trek-Segafredo \| 4h 06' 04" \| \| \| 2n \| Jonas Vingegaard \| Jumbo-Visma \| + 23" \| \| \| 3r \| Adam Yates \| UAE Team Emirates \| + 33" \| \| \| 4t \| Ben O'Connor \| AG2R Citroën Team \| + 49" \| \| \| 5è \| Guillaume Martin \| Cofidis \| + 54" \| \| \| 6è \| Jai Hindley \| Bora-Hansgrohe \| + 57" \| \| \| 7è \| Rafał Majka \| UAE Team Emirates \| + 1' 00" \| \| \| 8è \| Jack Haig \| Bahrain Victorious \| + 1' 00" \| \| \| 9è \| Louis Meintjes \| Intermarché-Circus-Wanty \| + 1' 00" \| \| \| 10è \| Carlos Rodríguez Cano \| Ineos Grenadiers \| + 1' 03" \| \| |                       |                          |            |
| |                       |                          |            |
| Font: ProCyclingStats |                       |                          |            |
| Classificació de l'etapa |                       |                          |            |
| Corredor | Corredor              | Equip                    | Temps      |
| 1r | Giulio Ciccone        | Trek-Segafredo           | 4h 06' 04" |
| 2n | Jonas Vingegaard      | Jumbo-Visma              | + 23"      |
| 3r | Adam Yates            | UAE Team Emirates        | + 33"      |
| 4t | Ben O'Connor          | AG2R Citroën Team        | + 49"      |
| 5è | Guillaume Martin      | Cofidis                  | + 54"      |
| 6è | Jai Hindley           | Bora-Hansgrohe           | + 57"      |
| 7è | Rafał Majka           | UAE Team Emirates        | + 1' 00"   |
| 8è | Jack Haig             | Bahrain Victorious       | + 1' 00"   |
| 9è | Louis Meintjes        | Intermarché-Circus-Wanty | + 1' 00"   |
| 10è | Carlos Rodríguez Cano | Ineos Grenadiers         | + 1' 03"   |

## Classificacions finals

### Classificació general
| \| Classificació general \| Classificació general \| Classificació general \| Classificació general \| Classificació general \| \| Corredor \| Corredor \| Equip \| Temps \| \| \| --------------------- \| --------------------- \| ------------------------ \| --------------------- \| --------------------- \| \| 1r \| Jonas Vingegaard \| Jumbo-Visma \| 29h 28' 39" \| \| \| 2n \| Adam Yates \| UAE Team Emirates \| + 2' 23" \| \| \| 3r \| Ben O'Connor \| AG2R Citroën Team \| + 2' 56" \| \| \| 4t \| Jai Hindley \| Bora-Hansgrohe \| + 3' 16" \| \| \| 5è \| Jack Haig \| Bahrain Victorious \| + 3' 47" \| \| \| 6è \| Guillaume Martin \| Cofidis \| + 4' 51" \| \| \| 7è \| Louis Meintjes \| Intermarché-Circus-Wanty \| + 5' 02" \| \| \| 8è \| Torstein Træen \| Uno-X Pro Cycling Team \| + 5' 15" \| \| \| 9è \| Carlos Rodríguez Cano \| Ineos Grenadiers \| + 5' 19" \| \| \| 10è \| Julian Alaphilippe \| Soudal Quick-Step \| + 5' 37" \| \| |                       |                          |             |
| |                       |                          |             |
| Font: ProCyclingStats |                       |                          |             |
| Classificació general |                       |                          |             |
| Corredor | Corredor              | Equip                    | Temps       |
| 1r | Jonas Vingegaard      | Jumbo-Visma              | 29h 28' 39" |
| 2n | Adam Yates            | UAE Team Emirates        | + 2' 23"    |
| 3r | Ben O'Connor          | AG2R Citroën Team        | + 2' 56"    |
| 4t | Jai Hindley           | Bora-Hansgrohe           | + 3' 16"    |
| 5è | Jack Haig             | Bahrain Victorious       | + 3' 47"    |
| 6è | Guillaume Martin      | Cofidis                  | + 4' 51"    |
| 7è | Louis Meintjes        | Intermarché-Circus-Wanty | + 5' 02"    |
| 8è | Torstein Træen        | Uno-X Pro Cycling Team   | + 5' 15"    |
| 9è | Carlos Rodríguez Cano | Ineos Grenadiers         | + 5' 19"    |
| 10è | Julian Alaphilippe    | Soudal Quick-Step        | + 5' 37"    |

### Classificacions secundàries
| Classificació de la muntanya | Classificació de la muntanya | Classificació de la muntanya | Classificació de la muntanya | Classificació de la muntanya |
| Corredor                     | Corredor                     | Equip                        | Punts                        |                              |
| ---------------------------- | ---------------------------- | ---------------------------- | ---------------------------- | ---------------------------- |
| 1r                           | Giulio Ciccone               | Trek-Segafredo               | 42 pts                       |                              |
| 2n                           | Victor Campenaerts           | Lotto Dstny                  | 40 pts                       |                              |
| 3r                           | Jonas Vingegaard             | Jumbo-Visma                  | 32 pts                       |                              |
| 4t                           | Adam Yates                   | UAE Team Emirates            | 22 pts                       |                              |
| 5è                           | Julian Alaphilippe           | Soudal Quick-Step            | 21 pts                       |                              |
| 6è                           | Tiesj Benoot                 | Jumbo-Visma                  | 20 pts                       |                              |
| 7è                           | Jonathan Castroviejo Nicolás | Ineos Grenadiers             | 14 pts                       |                              |
| 8è                           | Mathieu Burgaudeau           | TotalEnergies                | 13 pts                       |                              |
| 9è                           | Clément Champoussin          | Arkéa-Samsic                 | 12 pts                       |                              |
| 10è                          | Mauri Vansevenant            | Soudal Quick-Step            | 12 pts                       |                              |

| Classificació de la muntanya | Classificació de la muntanya | Classificació de la muntanya | Classificació de la muntanya | Classificació de la muntanya |
| Corredor                     | Corredor                     | Equip                        | Punts                        |                              |
| ---------------------------- | ---------------------------- | ---------------------------- | ---------------------------- | ---------------------------- |
| 1r                           | Giulio Ciccone               | Trek-Segafredo               | 42 pts                       |                              |
| 2n                           | Victor Campenaerts           | Lotto Dstny                  | 40 pts                       |                              |
| 3r                           | Jonas Vingegaard             | Jumbo-Visma                  | 32 pts                       |                              |
| 4t                           | Adam Yates                   | UAE Team Emirates            | 22 pts                       |                              |
| 5è                           | Julian Alaphilippe           | Soudal Quick-Step            | 21 pts                       |                              |
| 6è                           | Tiesj Benoot                 | Jumbo-Visma                  | 20 pts                       |                              |
| 7è                           | Jonathan Castroviejo Nicolás | Ineos Grenadiers             | 14 pts                       |                              |
| 8è                           | Mathieu Burgaudeau           | TotalEnergies                | 13 pts                       |                              |
| 9è                           | Clément Champoussin          | Arkéa-Samsic                 | 12 pts                       |                              |
| 10è                          | Mauri Vansevenant            | Soudal Quick-Step            | 12 pts                       |                              |

| Classificació per punts | Classificació per punts | Classificació per punts | Classificació per punts | Classificació per punts |
| Corredor                | Corredor                | Equip                   | Punts                   |                         |
| ----------------------- | ----------------------- | ----------------------- | ----------------------- | ----------------------- |
| 1r                      | Christophe Laporte      | Jumbo-Visma             | 78 pts                  |                         |
| 2n                      | Jonas Vingegaard        | Jumbo-Visma             | 64 pts                  |                         |
| 3r                      | Matteo Trentin          | UAE Team Emirates       | 64 pts                  |                         |
| 4t                      | Julian Alaphilippe      | Soudal Quick-Step       | 55 pts                  |                         |
| 5è                      | Adam Yates              | UAE Team Emirates       | 40 pts                  |                         |
| 6è                      | Jai Hindley             | Bora-Hansgrohe          | 32 pts                  |                         |
| 7è                      | Fred Wright             | Bahrain Victorious      | 30 pts                  |                         |
| 8è                      | Axel Zingle             | Cofidis                 | 30 pts                  |                         |
| 9è                      | Ben O'Connor            | AG2R Citroën Team       | 28 pts                  |                         |
| 10è                     | Clément Champoussin     | Arkéa-Samsic            | 24 pts                  |                         |

| Classificació per punts | Classificació per punts | Classificació per punts | Classificació per punts | Classificació per punts |
| Corredor                | Corredor                | Equip                   | Punts                   |                         |
| ----------------------- | ----------------------- | ----------------------- | ----------------------- | ----------------------- |
| 1r                      | Christophe Laporte      | Jumbo-Visma             | 78 pts                  |                         |
| 2n                      | Jonas Vingegaard        | Jumbo-Visma             | 64 pts                  |                         |
| 3r                      | Matteo Trentin          | UAE Team Emirates       | 64 pts                  |                         |
| 4t                      | Julian Alaphilippe      | Soudal Quick-Step       | 55 pts                  |                         |
| 5è                      | Adam Yates              | UAE Team Emirates       | 40 pts                  |                         |
| 6è                      | Jai Hindley             | Bora-Hansgrohe          | 32 pts                  |                         |
| 7è                      | Fred Wright             | Bahrain Victorious      | 30 pts                  |                         |
| 8è                      | Axel Zingle             | Cofidis                 | 30 pts                  |                         |
| 9è                      | Ben O'Connor            | AG2R Citroën Team       | 28 pts                  |                         |
| 10è                     | Clément Champoussin     | Arkéa-Samsic            | 24 pts                  |                         |

| Classificació del millor jove | Classificació del millor jove | Classificació del millor jove | Classificació del millor jove | Classificació del millor jove |
| Corredor                      | Corredor                      | Equip                         | Temps                         |                               |
| ----------------------------- | ----------------------------- | ----------------------------- | ----------------------------- | ----------------------------- |
| 1r                            | Carlos Rodríguez Cano         | Ineos Grenadiers              | 29h 33' 58"                   |                               |
| 2n                            | Max Poole                     | Team DSM                      | + 1' 34"                      |                               |
| 3r                            | Tobias Halland Johannessen    | Uno-X Pro Cycling Team        | + 2' 41"                      |                               |
| 4t                            | Lenny Martinez                | Groupama-FDJ                  | + 4' 02"                      |                               |
| 5è                            | Clément Champoussin           | Arkéa-Samsic                  | + 6' 23"                      |                               |
| 6è                            | Attila Valter                 | Jumbo-Visma                   | + 13' 02"                     |                               |
| 7è                            | Edoardo Zambanini             | Bahrain Victorious            | + 28' 17"                     |                               |
| 8è                            | Oscar Onley                   | Team DSM                      | + 37' 00"                     |                               |
| 9è                            | Harry Sweeny                  | Lotto Dstny                   | + 49' 49"                     |                               |
| 10è                           | Mathieu Burgaudeau            | TotalEnergies                 | + 53' 04"                     |                               |

| Classificació del millor jove | Classificació del millor jove | Classificació del millor jove | Classificació del millor jove | Classificació del millor jove |
| Corredor                      | Corredor                      | Equip                         | Temps                         |                               |
| ----------------------------- | ----------------------------- | ----------------------------- | ----------------------------- | ----------------------------- |
| 1r                            | Carlos Rodríguez Cano         | Ineos Grenadiers              | 29h 33' 58"                   |                               |
| 2n                            | Max Poole                     | Team DSM                      | + 1' 34"                      |                               |
| 3r                            | Tobias Halland Johannessen    | Uno-X Pro Cycling Team        | + 2' 41"                      |                               |
| 4t                            | Lenny Martinez                | Groupama-FDJ                  | + 4' 02"                      |                               |
| 5è                            | Clément Champoussin           | Arkéa-Samsic                  | + 6' 23"                      |                               |
| 6è                            | Attila Valter                 | Jumbo-Visma                   | + 13' 02"                     |                               |
| 7è                            | Edoardo Zambanini             | Bahrain Victorious            | + 28' 17"                     |                               |
| 8è                            | Oscar Onley                   | Team DSM                      | + 37' 00"                     |                               |
| 9è                            | Harry Sweeny                  | Lotto Dstny                   | + 49' 49"                     |                               |
| 10è                           | Mathieu Burgaudeau            | TotalEnergies                 | + 53' 04"                     |                               |

| Classificació per equips | Classificació per equips | Classificació per equips | Classificació per equips |
| Equip                    | Equip                    | Temps                    |                          |
| ------------------------ | ------------------------ | ------------------------ | ------------------------ |
| 1r                       | Ineos Grenadiers         | 88h 40' 45"              |                          |
| 2n                       | UAE Team Emirates        | + 3' 33"                 |                          |
| 3r                       | Bahrain Victorious       | + 9' 54"                 |                          |
| 4t                       | Jumbo-Visma              | + 18' 31"                |                          |
| 5è                       | Uno-X Pro Cycling Team   | + 34' 18"                |                          |
| 6è                       | Groupama-FDJ             | + 39' 48"                |                          |
| 7è                       | Movistar Team            | + 47' 13"                |                          |
| 8è                       | AG2R Citroën Team        | + 53' 49"                |                          |
| 9è                       | Bora-Hansgrohe           | + 54' 30"                |                          |
| 10è                      | EF Education-EasyPost    | + 56' 40"                |                          |

| Classificació per equips | Classificació per equips | Classificació per equips | Classificació per equips |
| Equip                    | Equip                    | Temps                    |                          |
| ------------------------ | ------------------------ | ------------------------ | ------------------------ |
| 1r                       | Ineos Grenadiers         | 88h 40' 45"              |                          |
| 2n                       | UAE Team Emirates        | + 3' 33"                 |                          |
| 3r                       | Bahrain Victorious       | + 9' 54"                 |                          |
| 4t                       | Jumbo-Visma              | + 18' 31"                |                          |
| 5è                       | Uno-X Pro Cycling Team   | + 34' 18"                |                          |
| 6è                       | Groupama-FDJ             | + 39' 48"                |                          |
| 7è                       | Movistar Team            | + 47' 13"                |                          |
| 8è                       | AG2R Citroën Team        | + 53' 49"                |                          |
| 9è                       | Bora-Hansgrohe           | + 54' 30"                |                          |
| 10è                      | EF Education-EasyPost    | + 56' 40"                |                          |

## Evolució de les classificacions
| Etapa                  | Vencedor               | Classificació general | Classificació per punts | Classificació de la muntanya | Classificació dels joves | Classificació per equips |
| ---------------------- | ---------------------- | --------------------- | ----------------------- | ---------------------------- | ------------------------ | ------------------------ |
| 1a                     | Christophe Laporte     | Christophe Laporte    | Christophe Laporte      | Donavan Grondin              | Rune Herregodts          | UAE Team Emirates        |
| 2a                     | Julian Alaphilippe     | Christophe Laporte    | Christophe Laporte      | Donavan Grondin              | Rune Herregodts          | UAE Team Emirates        |
| 3a                     | Christophe Laporte     | Christophe Laporte    | Christophe Laporte      | Donavan Grondin              | Rune Herregodts          | UAE Team Emirates        |
| 4a                     | Mikkel Bjerg           | Mikkel Bjerg          | Christophe Laporte      | Donavan Grondin              | Mikkel Bjerg             | UAE Team Emirates        |
| 5a                     | Jonas Vingegaard       | Jonas Vingegaard      | Christophe Laporte      | Donavan Grondin              | Mikkel Bjerg             | UAE Team Emirates        |
| 6a                     | Georg Zimmermann       | Jonas Vingegaard      | Christophe Laporte      | Mathieu Burgaudeau           | Mikkel Bjerg             | UAE Team Emirates        |
| 7a                     | Jonas Vingegaard       | Jonas Vingegaard      | Christophe Laporte      | Victor Campenaerts           | Max Poole                | Ineos Grenadiers         |
| 8a                     | Giulio Ciccone         | Jonas Vingegaard      | Christophe Laporte      | Giulio Ciccone               | Carlos Rodríguez         | Ineos Grenadiers         |
| Classificacions finals | Classificacions finals | Jonas Vingegaard      | Christophe Laporte      | Giulio Ciccone               | Carlos Rodríguez         | Ineos Grenadiers         |

## Llista de participants
| Jumbo-Visma TJV | Jumbo-Visma TJV            | Jumbo-Visma TJV |
| --------------- | -------------------------- | --------------- |
| Núm             | Ciclista                   | Pos             |
| 1               | Jonas Vingegaard (DEN)     | 1r              |
| 2               | Tiesj Benoot (BEL)         | 28è             |
| 3               | Steven Kruijswijk (NED)    | DNF-2           |
| 4               | Christophe Laporte (FRA)   | 89è             |
| 5               | Attila Valter (HUN) (ruta) | 26è             |
| 6               | Dylan van Baarle (NED)     | 68è             |
| 7               | Nathan Van Hooydonck (BEL) | 67è             |

| AG2R Citroën Team ACT | AG2R Citroën Team ACT   | AG2R Citroën Team ACT |
| --------------------- | ----------------------- | --------------------- |
| Núm                   | Ciclista                | Pos                   |
| 11                    | Ben O'Connor (AUS)      | 3r                    |
| 12                    | Franck Bonnamour (FRA)  | DNF-8                 |
| 13                    | Geoffrey Bouchard (FRA) | DNF-4                 |
| 14                    | Dorian Godon (FRA)      | 41è                   |
| 15                    | Oliver Naesen (BEL)     | 43è                   |
| 16                    | Nans Peters (FRA)       | 54è                   |
| 17                    | Greg Van Avermaet (BEL) | 76è                   |

| Bahrain Victorious TBV | Bahrain Victorious TBV    | Bahrain Victorious TBV |
| ---------------------- | ------------------------- | ---------------------- |
| Núm                    | Ciclista                  | Pos                    |
| 21                     | Mikel Landa Meana (ESP)   | 22è                    |
| 22                     | Matevž Govekar (SLO)      | 108è                   |
| 23                     | Kamil Gradek (POL)        | DNF-8                  |
| 24                     | Jack Haig (AUS)           | 5è                     |
| 25                     | Hermann Pernsteiner (AUT) | 25è                    |
| 26                     | Fred Wright (GBR)         | 62è                    |
| 27                     | Edoardo Zambanini (ITA)   | 34è                    |

| Ineos Grenadiers IGD | Ineos Grenadiers IGD               | Ineos Grenadiers IGD |
| -------------------- | ---------------------------------- | -------------------- |
| Núm                  | Ciclista                           | Pos                  |
| 31                   | Egan Bernal Gómez (COL)            | 12è                  |
| 32                   | Jonathan Castroviejo Nicolás (ESP) | 31è                  |
| 33                   | Omar Fraile Matarranz (ESP)        | 52è                  |
| 34                   | Ethan Hayter (GBR) (crono)         | DNF-1                |
| 35                   | Daniel Martínez Poveda (COL)       | 23è                  |
| 36                   | Carlos Rodríguez Cano (ESP) (ruta) | 9è                   |
| 37                   | Ben Turner (GBR)                   | DNF-4                |

| Bora-Hansgrohe BOH | Bora-Hansgrohe BOH       | Bora-Hansgrohe BOH |
| ------------------ | ------------------------ | ------------------ |
| Núm                | Ciclista                 | Pos                |
| 41                 | Jai Hindley (AUS)        | 4t                 |
| 42                 | Sam Bennett (IRL)        | 109è               |
| 43                 | Emanuel Buchmann (GER)   | 19è                |
| 44                 | Patrick Gamper (AUT)     | 90è                |
| 45                 | Ryan Mullen (IRL)        | 111è               |
| 46                 | Nils Politt (GER) (ruta) | 48è                |
| 47                 | Danny van Poppel (NED)   | 80è                |

| Soudal Quick-Step SOQ | Soudal Quick-Step SOQ         | Soudal Quick-Step SOQ |
| --------------------- | ----------------------------- | --------------------- |
| Núm                   | Ciclista                      | Pos                   |
| 51                    | Julian Alaphilippe (FRA)      | 10è                   |
| 52                    | Andrea Bagioli (ITA)          | 70è                   |
| 53                    | Rémi Cavagna (FRA)            | 81è                   |
| 54                    | Dries Devenyns (BEL)          | DNF-8                 |
| 55                    | Florian Sénéchal (FRA) (ruta) | 87è                   |
| 56                    | Mauri Vansevenant (BEL)       | 58è                   |
| 57                    | Ethan Vernon (GBR)            | 107è                  |

| Groupama-FDJ GFC | Groupama-FDJ GFC        | Groupama-FDJ GFC |
| ---------------- | ----------------------- | ---------------- |
| Núm              | Ciclista                | Pos              |
| 61               | David Gaudu (FRA)       | 30è              |
| 62               | Kevin Geniets (LUX)     | 29è              |
| 63               | Mathieu Ladagnous (FRA) | 113è             |
| 64               | Olivier Le Gac (FRA)    | 106è             |
| 65               | Valentin Madouas (FRA)  | 42è              |
| 66               | Lenny Martinez (FRA)    | 18è              |
| 67               | Reuben Thompson (NZL)   | 85è              |

| EF Education-EasyPost EFE | EF Education-EasyPost EFE               | EF Education-EasyPost EFE |
| ------------------------- | --------------------------------------- | ------------------------- |
| Núm                       | Ciclista                                | Pos                       |
| 71                        | Richard Carapaz Montenegro (ECU) (ruta) | 36è                       |
| 72                        | Andrey Amador Bikkazakova (CRC)         | 100è                      |
| 73                        | Esteban Chaves Rubio (COL) (ruta)       | 32è                       |
| 74                        | Owain Doull (GBR)                       | 91è                       |
| 75                        | Andrea Piccolo (ITA)                    | 102è                      |
| 76                        | Sean Quinn (USA)                        | DNF-8                     |
| 77                        | James Shaw (GBR)                        | 24è                       |

| Intermarché-Circus-Wanty ICW | Intermarché-Circus-Wanty ICW | Intermarché-Circus-Wanty ICW |
| ---------------------------- | ---------------------------- | ---------------------------- |
| Núm                          | Ciclista                     | Pos                          |
| 81                           | Louis Meintjes (RSA)         | 7è                           |
| 82                           | Rune Herregodts (BEL)        | DNF-7                        |
| 83                           | Madis Mihkels (EST)          | DNF-8                        |
| 84                           | Hugo Page (FRA)              | DNF-1                        |
| 85                           | Tom Paquot (BEL)             | 101è                         |
| 86                           | Rein Taaramäe (EST) (crono)  | 94è                          |
| 87                           | Georg Zimmermann (GER)       | 45è                          |

| Movistar Team MOV | Movistar Team MOV           | Movistar Team MOV |
| ----------------- | --------------------------- | ----------------- |
| Núm               | Ciclista                    | Pos               |
| 91                | Enric Mas Nicolau (ESP)     | 17è               |
| 92                | Jorge Arcas (ESP)           | 99è               |
| 93                | Matteo Jorgenson (USA)      | 63è               |
| 94                | Gregor Mühlberger (AUT)     | DNF-8             |
| 95                | Nélson Oliveira (POR)       | 49è               |
| 96                | Antonio Pedrero López (ESP) | 27è               |
| 97                | Sergio Samitier (ESP)       | 75è               |

| Trek-Segafredo TFS | Trek-Segafredo TFS         | Trek-Segafredo TFS |
| ------------------ | -------------------------- | ------------------ |
| Núm                | Ciclista                   | Pos                |
| 101                | Giulio Ciccone (ITA)       | 11è                |
| 102                | Jon Aberasturi Izaga (ESP) | 112è               |
| 103                | Kenny Elissonde (FRA)      | 73è                |
| 104                | Markus Hoelgaard (NOR)     | DNF-7              |
| 105                | Juan Pedro López (ESP)     | 38è                |
| 106                | Natnael Tesfatsion (ERI)   | DNF-6              |
| 107                | Antwan Tolhoek (NED)       | DNF-1              |

| UAE Team Emirates UAD | UAE Team Emirates UAD                    | UAE Team Emirates UAD |
| --------------------- | ---------------------------------------- | --------------------- |
| Núm                   | Ciclista                                 | Pos                   |
| 111                   | Adam Yates (GBR)                         | 2n                    |
| 112                   | Ivo Oliveira (POR)                       | 114è                  |
| 113                   | Mikkel Bjerg (DEN)                       | 55è                   |
| 114                   | Felix Großschartner (AUT) (ruta i crono) | 21è                   |
| 115                   | Vegard Stake Laengen (NOR)               | 64è                   |
| 116                   | Rafał Majka (POL)                        | 14è                   |
| 117                   | Matteo Trentin (ITA)                     | 74è                   |

| Cofidis COF | Cofidis COF               | Cofidis COF |
| ----------- | ------------------------- | ----------- |
| Núm         | Ciclista                  | Pos         |
| 121         | Guillaume Martin (FRA)    | 6è          |
| 122         | Eddy Finé (FRA)           | 95è         |
| 123         | Anthony Perez (FRA)       | 83è         |
| 124         | Pierre-Luc Périchon (FRA) | 60è         |
| 125         | Benjamin Thomas (FRA)     | DNF-8       |
| 126         | Harrison Wood (GBR)       | 77è         |
| 127         | Axel Zingle (FRA)         | 98è         |

| Uno-X Pro Cycling Team UXT | Uno-X Pro Cycling Team UXT       | Uno-X Pro Cycling Team UXT |
| -------------------------- | -------------------------------- | -------------------------- |
| Núm                        | Ciclista                         | Pos                        |
| 131                        | Tobias Halland Johannessen (NOR) | 15è                        |
| 132                        | Martin Bugge Urianstad (NOR)     | DNF-8                      |
| 133                        | Anthon Charmig (DEN)             | 56è                        |
| 134                        | Fredrik Dversnes (NOR)           | 96è                        |
| 135                        | Anders Halland Johannessen (NOR) | 59è                        |
| 136                        | Torstein Træen (NOR)             | 8è                         |
| 137                        | Jonas Gregaard Wilsly (DEN)      | 92è                        |

| Lotto Dstny LTD | Lotto Dstny LTD          | Lotto Dstny LTD |
| --------------- | ------------------------ | --------------- |
| Núm             | Ciclista                 | Pos             |
| 141             | Maxim Van Gils (BEL)     | DNF-5           |
| 142             | Victor Campenaerts (BEL) | 82è             |
| 143             | Thomas De Gendt (BEL)    | DNF-8           |
| 144             | Milan Menten (BEL)       | NP-7            |
| 145             | Eduardo Sepúlveda (ARG)  | 33è             |
| 146             | Harry Sweeny (AUS)       | 46è             |
| 147             | Brent Van Moer (BEL)     | 61è             |

| Team Jayco AlUla JAY | Team Jayco AlUla JAY          | Team Jayco AlUla JAY |
| -------------------- | ----------------------------- | -------------------- |
| Núm                  | Ciclista                      | Pos                  |
| 151                  | Dylan Groenewegen (NED)       | NP-6                 |
| 152                  | Lawson Craddock (USA) (crono) | 79è                  |
| 153                  | Luke Durbridge (AUS)          | 88è                  |
| 154                  | Tsgabu Grmay (ETH)            | 44è                  |
| 155                  | Chris Harper (AUS)            | 16è                  |
| 156                  | Rudy Porter (AUS)             | DNF-6                |
| 157                  | Elmar Reinders (NED)          | NP-7                 |

| TotalEnergies TEN | TotalEnergies TEN          | TotalEnergies TEN |
| ----------------- | -------------------------- | ----------------- |
| Núm               | Ciclista                   | Pos               |
| 161               | Pierre Latour (FRA)        | DNF-8             |
| 162               | Edvald Boasson Hagen (NOR) | 72è               |
| 163               | Mathieu Burgaudeau (FRA)   | 50è               |
| 164               | Steff Cras (BEL)           | DNF-2             |
| 165               | Fabien Grellier (FRA)      | 110è              |
| 166               | Mattéo Vercher (FRA)       | DNF-8             |
| 167               | Alexis Vuillermoz (FRA)    | 37è               |

| Team DSM DSM | Team DSM DSM         | Team DSM DSM |
| ------------ | -------------------- | ------------ |
| Núm          | Ciclista             | Pos          |
| 171          | Marco Brenner (GER)  | 71è          |
| 172          | Romain Combaud (FRA) | DNF-2        |
| 173          | Leon Heinschke (GER) | 103è         |
| 174          | Lorenzo Milesi (ITA) | 104è         |
| 175          | Oscar Onley (GBR)    | 40è          |
| 176          | Max Poole (GBR)      | 13è          |
| 177          | Florian Stork (GER)  | 97è          |

| Alpecin-Deceuninck ADC | Alpecin-Deceuninck ADC      | Alpecin-Deceuninck ADC |
| ---------------------- | --------------------------- | ---------------------- |
| Núm                    | Ciclista                    | Pos                    |
| 181                    | Jason Osborne (GER)         | 51è                    |
| 182                    | Tobias Bayer (AUT)          | 53è                    |
| 183                    | Nicola Conci (ITA)          | 86è                    |
| 184                    | Jimmy Janssens (BEL)        | 65è                    |
| 185                    | Robert Stannard (AUS)       | 57è                    |
| 186                    | Lionel Taminiaux (BEL)      | 116è                   |
| 187                    | Fabio Van den Bossche (BEL) | 105è                   |

| Astana Qazaqstan Team AST | Astana Qazaqstan Team AST        | Astana Qazaqstan Team AST |
| ------------------------- | -------------------------------- | ------------------------- |
| Núm                       | Ciclista                         | Pos                       |
| 191                       | David de la Cruz Melgarejo (ESP) | 35è                       |
| 192                       | Manuele Boaro (ITA)              | DNF-6                     |
| 193                       | Joe Dombrowski (USA)             | 66è                       |
| 194                       | Gianmarco Garofoli (ITA)         | 78è                       |
| 195                       | Antonio Nibali (ITA)             | 69è                       |
| 196                       | Aliaksandr Rabuixenka            | 115è                      |
| 197                       | Andrei Zeits (KAZ)               | DNF-3                     |

| Arkéa-Samsic ARK | Arkéa-Samsic ARK          | Arkéa-Samsic ARK |
| ---------------- | ------------------------- | ---------------- |
| Núm              | Ciclista                  | Pos              |
| 201              | Clément Champoussin (FRA) | 20è              |
| 202              | Anthony Delaplace (FRA)   | 47è              |
| 203              | Donavan Grondin (FRA)     | DNF-6            |
| 204              | Simon Guglielmi (FRA)     | 39è              |
| 205              | Hugo Hofstetter (FRA)     | NP-4             |
| 206              | Kévin Ledanois (FRA)      | 93è              |
| 207              | Łukasz Owsian (POL)       | 84è              |

| Jumbo-Visma TJV | Jumbo-Visma TJV            | Jumbo-Visma TJV |
| --------------- | -------------------------- | --------------- |
| Núm             | Ciclista                   | Pos             |
| 1               | Jonas Vingegaard (DEN)     | 1r              |
| 2               | Tiesj Benoot (BEL)         | 28è             |
| 3               | Steven Kruijswijk (NED)    | DNF-2           |
| 4               | Christophe Laporte (FRA)   | 89è             |
| 5               | Attila Valter (HUN) (ruta) | 26è             |
| 6               | Dylan van Baarle (NED)     | 68è             |
| 7               | Nathan Van Hooydonck (BEL) | 67è             |

| AG2R Citroën Team ACT | AG2R Citroën Team ACT   | AG2R Citroën Team ACT |
| --------------------- | ----------------------- | --------------------- |
| Núm                   | Ciclista                | Pos                   |
| 11                    | Ben O'Connor (AUS)      | 3r                    |
| 12                    | Franck Bonnamour (FRA)  | DNF-8                 |
| 13                    | Geoffrey Bouchard (FRA) | DNF-4                 |
| 14                    | Dorian Godon (FRA)      | 41è                   |
| 15                    | Oliver Naesen (BEL)     | 43è                   |
| 16                    | Nans Peters (FRA)       | 54è                   |
| 17                    | Greg Van Avermaet (BEL) | 76è                   |

| Bahrain Victorious TBV | Bahrain Victorious TBV    | Bahrain Victorious TBV |
| ---------------------- | ------------------------- | ---------------------- |
| Núm                    | Ciclista                  | Pos                    |
| 21                     | Mikel Landa Meana (ESP)   | 22è                    |
| 22                     | Matevž Govekar (SLO)      | 108è                   |
| 23                     | Kamil Gradek (POL)        | DNF-8                  |
| 24                     | Jack Haig (AUS)           | 5è                     |
| 25                     | Hermann Pernsteiner (AUT) | 25è                    |
| 26                     | Fred Wright (GBR)         | 62è                    |
| 27                     | Edoardo Zambanini (ITA)   | 34è                    |

| Ineos Grenadiers IGD | Ineos Grenadiers IGD               | Ineos Grenadiers IGD |
| -------------------- | ---------------------------------- | -------------------- |
| Núm                  | Ciclista                           | Pos                  |
| 31                   | Egan Bernal Gómez (COL)            | 12è                  |
| 32                   | Jonathan Castroviejo Nicolás (ESP) | 31è                  |
| 33                   | Omar Fraile Matarranz (ESP)        | 52è                  |
| 34                   | Ethan Hayter (GBR) (crono)         | DNF-1                |
| 35                   | Daniel Martínez Poveda (COL)       | 23è                  |
| 36                   | Carlos Rodríguez Cano (ESP) (ruta) | 9è                   |
| 37                   | Ben Turner (GBR)                   | DNF-4                |

| Bora-Hansgrohe BOH | Bora-Hansgrohe BOH       | Bora-Hansgrohe BOH |
| ------------------ | ------------------------ | ------------------ |
| Núm                | Ciclista                 | Pos                |
| 41                 | Jai Hindley (AUS)        | 4t                 |
| 42                 | Sam Bennett (IRL)        | 109è               |
| 43                 | Emanuel Buchmann (GER)   | 19è                |
| 44                 | Patrick Gamper (AUT)     | 90è                |
| 45                 | Ryan Mullen (IRL)        | 111è               |
| 46                 | Nils Politt (GER) (ruta) | 48è                |
| 47                 | Danny van Poppel (NED)   | 80è                |

| Soudal Quick-Step SOQ | Soudal Quick-Step SOQ         | Soudal Quick-Step SOQ |
| --------------------- | ----------------------------- | --------------------- |
| Núm                   | Ciclista                      | Pos                   |
| 51                    | Julian Alaphilippe (FRA)      | 10è                   |
| 52                    | Andrea Bagioli (ITA)          | 70è                   |
| 53                    | Rémi Cavagna (FRA)            | 81è                   |
| 54                    | Dries Devenyns (BEL)          | DNF-8                 |
| 55                    | Florian Sénéchal (FRA) (ruta) | 87è                   |
| 56                    | Mauri Vansevenant (BEL)       | 58è                   |
| 57                    | Ethan Vernon (GBR)            | 107è                  |

| Groupama-FDJ GFC | Groupama-FDJ GFC        | Groupama-FDJ GFC |
| ---------------- | ----------------------- | ---------------- |
| Núm              | Ciclista                | Pos              |
| 61               | David Gaudu (FRA)       | 30è              |
| 62               | Kevin Geniets (LUX)     | 29è              |
| 63               | Mathieu Ladagnous (FRA) | 113è             |
| 64               | Olivier Le Gac (FRA)    | 106è             |
| 65               | Valentin Madouas (FRA)  | 42è              |
| 66               | Lenny Martinez (FRA)    | 18è              |
| 67               | Reuben Thompson (NZL)   | 85è              |

| EF Education-EasyPost EFE | EF Education-EasyPost EFE               | EF Education-EasyPost EFE |
| ------------------------- | --------------------------------------- | ------------------------- |
| Núm                       | Ciclista                                | Pos                       |
| 71                        | Richard Carapaz Montenegro (ECU) (ruta) | 36è                       |
| 72                        | Andrey Amador Bikkazakova (CRC)         | 100è                      |
| 73                        | Esteban Chaves Rubio (COL) (ruta)       | 32è                       |
| 74                        | Owain Doull (GBR)                       | 91è                       |
| 75                        | Andrea Piccolo (ITA)                    | 102è                      |
| 76                        | Sean Quinn (USA)                        | DNF-8                     |
| 77                        | James Shaw (GBR)                        | 24è                       |

| Intermarché-Circus-Wanty ICW | Intermarché-Circus-Wanty ICW | Intermarché-Circus-Wanty ICW |
| ---------------------------- | ---------------------------- | ---------------------------- |
| Núm                          | Ciclista                     | Pos                          |
| 81                           | Louis Meintjes (RSA)         | 7è                           |
| 82                           | Rune Herregodts (BEL)        | DNF-7                        |
| 83                           | Madis Mihkels (EST)          | DNF-8                        |
| 84                           | Hugo Page (FRA)              | DNF-1                        |
| 85                           | Tom Paquot (BEL)             | 101è                         |
| 86                           | Rein Taaramäe (EST) (crono)  | 94è                          |
| 87                           | Georg Zimmermann (GER)       | 45è                          |

| Movistar Team MOV | Movistar Team MOV           | Movistar Team MOV |
| ----------------- | --------------------------- | ----------------- |
| Núm               | Ciclista                    | Pos               |
| 91                | Enric Mas Nicolau (ESP)     | 17è               |
| 92                | Jorge Arcas (ESP)           | 99è               |
| 93                | Matteo Jorgenson (USA)      | 63è               |
| 94                | Gregor Mühlberger (AUT)     | DNF-8             |
| 95                | Nélson Oliveira (POR)       | 49è               |
| 96                | Antonio Pedrero López (ESP) | 27è               |
| 97                | Sergio Samitier (ESP)       | 75è               |

| Trek-Segafredo TFS | Trek-Segafredo TFS         | Trek-Segafredo TFS |
| ------------------ | -------------------------- | ------------------ |
| Núm                | Ciclista                   | Pos                |
| 101                | Giulio Ciccone (ITA)       | 11è                |
| 102                | Jon Aberasturi Izaga (ESP) | 112è               |
| 103                | Kenny Elissonde (FRA)      | 73è                |
| 104                | Markus Hoelgaard (NOR)     | DNF-7              |
| 105                | Juan Pedro López (ESP)     | 38è                |
| 106                | Natnael Tesfatsion (ERI)   | DNF-6              |
| 107                | Antwan Tolhoek (NED)       | DNF-1              |

| UAE Team Emirates UAD | UAE Team Emirates UAD                    | UAE Team Emirates UAD |
| --------------------- | ---------------------------------------- | --------------------- |
| Núm                   | Ciclista                                 | Pos                   |
| 111                   | Adam Yates (GBR)                         | 2n                    |
| 112                   | Ivo Oliveira (POR)                       | 114è                  |
| 113                   | Mikkel Bjerg (DEN)                       | 55è                   |
| 114                   | Felix Großschartner (AUT) (ruta i crono) | 21è                   |
| 115                   | Vegard Stake Laengen (NOR)               | 64è                   |
| 116                   | Rafał Majka (POL)                        | 14è                   |
| 117                   | Matteo Trentin (ITA)                     | 74è                   |

| Cofidis COF | Cofidis COF               | Cofidis COF |
| ----------- | ------------------------- | ----------- |
| Núm         | Ciclista                  | Pos         |
| 121         | Guillaume Martin (FRA)    | 6è          |
| 122         | Eddy Finé (FRA)           | 95è         |
| 123         | Anthony Perez (FRA)       | 83è         |
| 124         | Pierre-Luc Périchon (FRA) | 60è         |
| 125         | Benjamin Thomas (FRA)     | DNF-8       |
| 126         | Harrison Wood (GBR)       | 77è         |
| 127         | Axel Zingle (FRA)         | 98è         |

| Uno-X Pro Cycling Team UXT | Uno-X Pro Cycling Team UXT       | Uno-X Pro Cycling Team UXT |
| -------------------------- | -------------------------------- | -------------------------- |
| Núm                        | Ciclista                         | Pos                        |
| 131                        | Tobias Halland Johannessen (NOR) | 15è                        |
| 132                        | Martin Bugge Urianstad (NOR)     | DNF-8                      |
| 133                        | Anthon Charmig (DEN)             | 56è                        |
| 134                        | Fredrik Dversnes (NOR)           | 96è                        |
| 135                        | Anders Halland Johannessen (NOR) | 59è                        |
| 136                        | Torstein Træen (NOR)             | 8è                         |
| 137                        | Jonas Gregaard Wilsly (DEN)      | 92è                        |

| Lotto Dstny LTD | Lotto Dstny LTD          | Lotto Dstny LTD |
| --------------- | ------------------------ | --------------- |
| Núm             | Ciclista                 | Pos             |
| 141             | Maxim Van Gils (BEL)     | DNF-5           |
| 142             | Victor Campenaerts (BEL) | 82è             |
| 143             | Thomas De Gendt (BEL)    | DNF-8           |
| 144             | Milan Menten (BEL)       | NP-7            |
| 145             | Eduardo Sepúlveda (ARG)  | 33è             |
| 146             | Harry Sweeny (AUS)       | 46è             |
| 147             | Brent Van Moer (BEL)     | 61è             |

| Team Jayco AlUla JAY | Team Jayco AlUla JAY          | Team Jayco AlUla JAY |
| -------------------- | ----------------------------- | -------------------- |
| Núm                  | Ciclista                      | Pos                  |
| 151                  | Dylan Groenewegen (NED)       | NP-6                 |
| 152                  | Lawson Craddock (USA) (crono) | 79è                  |
| 153                  | Luke Durbridge (AUS)          | 88è                  |
| 154                  | Tsgabu Grmay (ETH)            | 44è                  |
| 155                  | Chris Harper (AUS)            | 16è                  |
| 156                  | Rudy Porter (AUS)             | DNF-6                |
| 157                  | Elmar Reinders (NED)          | NP-7                 |

| TotalEnergies TEN | TotalEnergies TEN          | TotalEnergies TEN |
| ----------------- | -------------------------- | ----------------- |
| Núm               | Ciclista                   | Pos               |
| 161               | Pierre Latour (FRA)        | DNF-8             |
| 162               | Edvald Boasson Hagen (NOR) | 72è               |
| 163               | Mathieu Burgaudeau (FRA)   | 50è               |
| 164               | Steff Cras (BEL)           | DNF-2             |
| 165               | Fabien Grellier (FRA)      | 110è              |
| 166               | Mattéo Vercher (FRA)       | DNF-8             |
| 167               | Alexis Vuillermoz (FRA)    | 37è               |

| Team DSM DSM | Team DSM DSM         | Team DSM DSM |
| ------------ | -------------------- | ------------ |
| Núm          | Ciclista             | Pos          |
| 171          | Marco Brenner (GER)  | 71è          |
| 172          | Romain Combaud (FRA) | DNF-2        |
| 173          | Leon Heinschke (GER) | 103è         |
| 174          | Lorenzo Milesi (ITA) | 104è         |
| 175          | Oscar Onley (GBR)    | 40è          |
| 176          | Max Poole (GBR)      | 13è          |
| 177          | Florian Stork (GER)  | 97è          |

| Alpecin-Deceuninck ADC | Alpecin-Deceuninck ADC      | Alpecin-Deceuninck ADC |
| ---------------------- | --------------------------- | ---------------------- |
| Núm                    | Ciclista                    | Pos                    |
| 181                    | Jason Osborne (GER)         | 51è                    |
| 182                    | Tobias Bayer (AUT)          | 53è                    |
| 183                    | Nicola Conci (ITA)          | 86è                    |
| 184                    | Jimmy Janssens (BEL)        | 65è                    |
| 185                    | Robert Stannard (AUS)       | 57è                    |
| 186                    | Lionel Taminiaux (BEL)      | 116è                   |
| 187                    | Fabio Van den Bossche (BEL) | 105è                   |

| Astana Qazaqstan Team AST | Astana Qazaqstan Team AST        | Astana Qazaqstan Team AST |
| ------------------------- | -------------------------------- | ------------------------- |
| Núm                       | Ciclista                         | Pos                       |
| 191                       | David de la Cruz Melgarejo (ESP) | 35è                       |
| 192                       | Manuele Boaro (ITA)              | DNF-6                     |
| 193                       | Joe Dombrowski (USA)             | 66è                       |
| 194                       | Gianmarco Garofoli (ITA)         | 78è                       |
| 195                       | Antonio Nibali (ITA)             | 69è                       |
| 196                       | Aliaksandr Rabuixenka            | 115è                      |
| 197                       | Andrei Zeits (KAZ)               | DNF-3                     |

| Arkéa-Samsic ARK | Arkéa-Samsic ARK          | Arkéa-Samsic ARK |
| ---------------- | ------------------------- | ---------------- |
| Núm              | Ciclista                  | Pos              |
| 201              | Clément Champoussin (FRA) | 20è              |
| 202              | Anthony Delaplace (FRA)   | 47è              |
| 203              | Donavan Grondin (FRA)     | DNF-6            |
| 204              | Simon Guglielmi (FRA)     | 39è              |
| 205              | Hugo Hofstetter (FRA)     | NP-4             |
| 206              | Kévin Ledanois (FRA)      | 93è              |
| 207              | Łukasz Owsian (POL)       | 84è              |